# Rothneyia annulicornis
Rothneyia annulicornis är en stekelart som beskrevs av Cameron 1899. Rothneyia annulicornis ingår i släktet Rothneyia och familjen brokparasitsteklar. Inga underarter finns listade i Catalogue of Life.